# Romain Winding
Romain Winding (Boulogne-Billancourt, 25 de dezembro de 1951 – Ardèche, 20 de julho de 2023) foi um diretor de fotografia francês.

## Morte
Winding morreu em sua casa em Ardèche, França, em 20 de julho de 2023, aos 71 anos.